# Thraulobaetodes
Thraulobaetodes is een geslacht van haften (Ephemeroptera) uit de familie Baetidae.

## Soorten
Het geslacht Thraulobaetodes omvat de volgende soorten:
- Thraulobaetodes cumminsorum